# Menú del dia

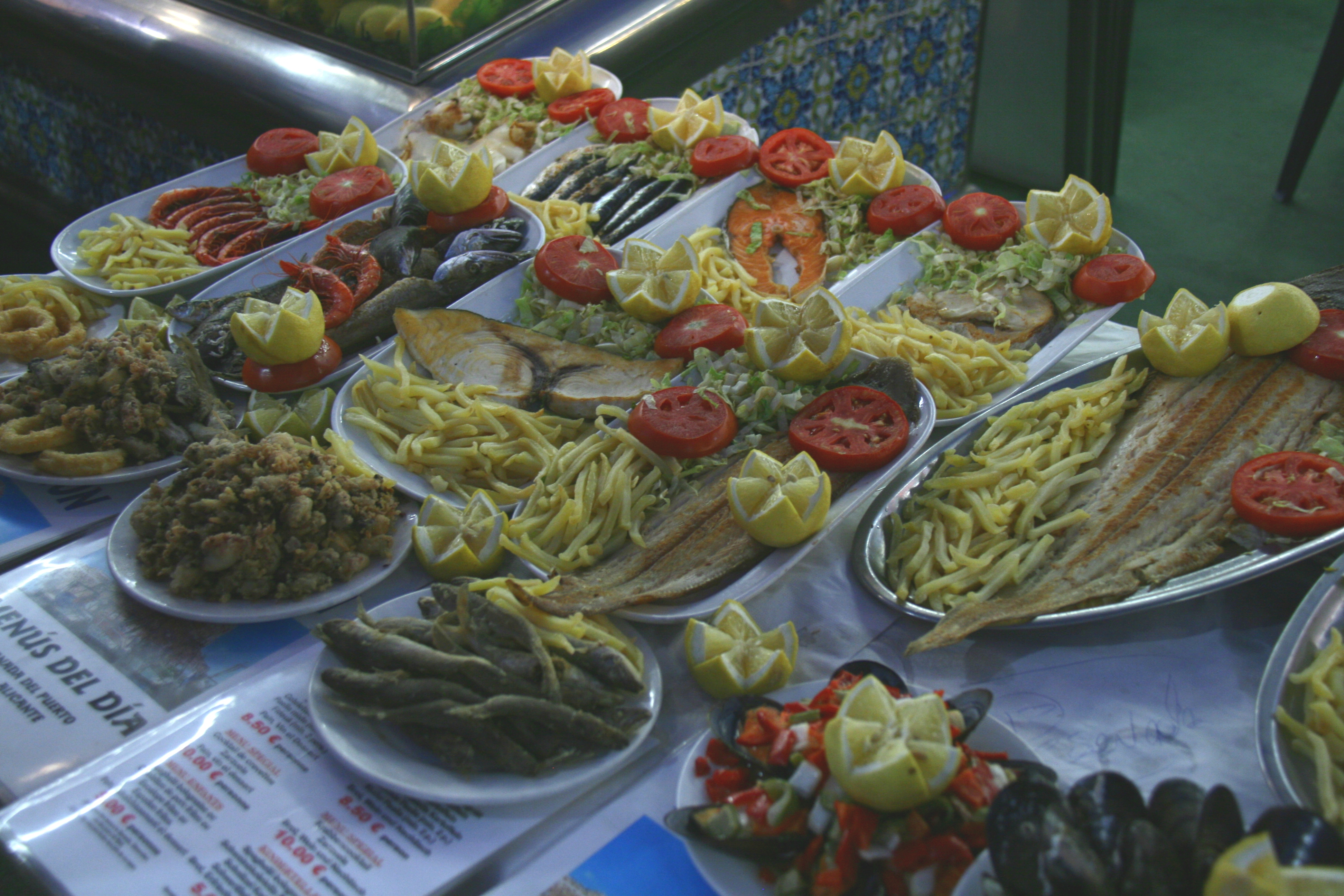
Plats d'un menú del dia en un restaurant espanyol.

El  menú del dia  és un tipus de menú servit en els restaurants on es pot escollir  entre diferents plats, dins d'una oferta limitada, i amb un preu fix. Per regla general, el menú del dia té dos grups d'elecció entre primers i segons plats. Aquest tipus de menú és molt habitual en els restaurants espanyols. La denominació  del dia  ve a aclarir que el menú va canviant d'oferta cada dia. És considerat sempre un menú econòmic.

## Característiques
El menú del dia té com a possibilitats la gestió estratègica dels menús durant una setmana en els restaurants. El seu disseny permet que es pugui calcular la despesa d'ingredients oferint una opció als clients. Aquesta estimació del consum fa que es pugui oferir amb els menús del dia una varietat de plats de forma econòmica. El preu sol incloure la beguda i el pa. L'opció oferta al client pot incloure entre una diversa varietats de plats entre el primer i segon plat (incloent les postres). El servei de taula pot no estar inclòs en el preu. De vegades hi ha variants com el menú executiu , ofert de la mateixa forma però a les persones de major poder adquisitiu.